# 托波里 (伊賈斯拉夫區)
50°2′17″N 26°51′31″E / 50.03806°N 26.85861°E
托波里（烏克蘭語：Топори），是烏克蘭西部的村莊，隸屬赫梅利尼茨基州的舍佩蒂夫卡區。該村始建於1587年，面積1.17平方公里，海拔高度264米，2001年人口297，人口密度每平方公里254.7人。